# Barbula punae
Barbula punae är en bladmossart som beskrevs av Theodor Carl Karl Julius Herzog 1916. Barbula punae ingår i släktet neonmossor, och familjen Pottiaceae. Inga underarter finns listade i Catalogue of Life.